# 柯科迪和考登畢斯 (英國國會選區)
柯科迪和考登畢斯（英語：Kirkcaldy and Cowdenbeath），英國國會一郡選區，位於蘇格蘭法夫。創設於2005年，由原柯科迪選區大部和東鄧弗姆林選區的一部分合併而成。
2010年大選中時任首相的白高敦（工黨）以64.5%選票勝出該區成功連任。2015年白高敦不競選連任，議席落入蘇格蘭民族黨，但兩年後給工黨贏回議席，再於兩年半後由被蘇格蘭民族黨暫停黨籍的候選人勝出。